# 山ノ内みなみ
山ノ内 みなみ（やまのうち みなみ、1992年12月21日 - ）は、日本の陸上競技選手。専門は中距離走・長距離走・マラソン。郡山市立緑ケ丘中学校・福島県立郡山萌世高等学校出身。しまむら女子陸上競技部所属。

## 経歴
緑ケ丘中時代、全日本中学陸上の800mに出場した。中学卒業後は通信制高校に通いながら市民ランナーとして活動、各種大会で活躍した。
2017年8月、京セラに入社。地元福島県出身で2008年北京オリンピック・2003年世界陸上選手権・2009年世界陸上選手権のマラソン代表である佐藤敦之監督のもとで本格的な指導を受けるようになった。
京セラ入社後は短期間で大きく記録を伸ばしていった。本格的なトレーニングを始めて間もない2018年4月に織田記念陸上5000mで4位（日本選手1位）となり注目された。また、第102回日本選手権5000mで3位、ジャカルタアジア大会で5000m6位となった。翌2019年の世界陸上ドーハ大会10000mにも出場した。
2021年12月28日付で京セラを退部・退社。2022年2月から短期間ラフィネグループに所属した後、同年9月よりしまむらに移籍。

## 主な記録
| 年     | 大会                       | 種目          | 順位     | 備考        |
| ------ | -------------------------- | ------------- | -------- | ----------- |
| 2018年 | 織田記念陸上               | 5000m         | 4位      | 日本選手1位 |
|        | 第102回日本選手権          | 5000m         | 3位      |             |
|        | ジャカルタアジア大会       | 5000m         | 6位      |             |
|        | 全日本実業団陸上           | 5000m         | 6位      |             |
|        | 全日本実業団陸上           | 10000m        | 10位     |             |
|        | 第73回国民体育大会         | 成年女子5000m | 5位      |             |
|        | クイーンズ駅伝             | 3区           | 区間19位 | 京セラ13位  |
| 2019年 | クロスカントリ－日本選手権 | シニア8㎞     | 2位      |             |
|        | 第103回日本選手権          | 5000m         | 17位     |             |
|        | 第103回日本選手権          | 10000m        | 4位      |             |
|        | 世界陸上ドーハ大会         | 10000m        | 19位     |             |
|        | クイーンズ駅伝             | 2区           | 区間賞   | 京セラ15位  |